# Pitões das Júnias
Pitões das Júnias é uma povoação portuguesa sede da Freguesia de Pitões das Júnias do Município de Montalegre, freguesia com 36,89 km2 de área e 151 habitantes (censo de 2021), tendo, por isso, uma densidade populacional de 4,1 hab./km².

## Descrição
A 1200 metros de altitude, com as fragas e picos do Gerês a poente e noroeste, e o planalto da Mourela a nascente e nordeste, Pitões das Júnias é uma das aldeias mais visitadas do município de Montalegre. Além da fauna e da flora riquíssima, oferece outros pretextos para um passeio, concentrados no percurso pedestre de quatro quilómetros - percorridos em cerca de 1h30 - entre o cemitério e o centro da aldeia. E perpetua tradições que não se encontram em mais nenhum local.
A elevada altitude da sede de freguesia (1103 m) torna-a uma das mais altas aldeias de Portugal, a par de Gralheira na Serra de Montemuro.

## Demografia
A população registada nos censos foi:
| Ano  | 0-14 Anos | 15-24 Anos | 25-64 Anos | > 65 Anos |
| 2001 | 30        | 36         | 98         | 37        |
| 2011 | 11        | 19         | 84         | 47        |
| 2021 | 9         | 10         | 67         | 65        |

## Património
- Mosteiro de Santa Maria das Júnias (igreja e ruínas) Património Nacional
- Igreja de São Rosendo
- Capela do Anjo da Guarda
- Capela de São João da Fraga
- Cascata de Pitões das Júnias
- Vestígios da Aldeia de São Vicente do Gerês